# Ceguaca
Ceguaca est une ville du Honduras, située dans le département de Santa Bárbara.